# У Речки Варыж
У Ре́чки Вары́ж — бывшая деревня в Большеварыжском сельском поселении Балезинского района Удмуртии. Центр поселения — деревня Большой Варыж.
Была расположена между деревней Большой Варыж и деревней Зятчашур.
Население — 18 человек в 1961 году.
ГНИИМБ : 1837
Индекс : 427532